# آدام هان-برد
آدام هان-برد (انگلیسی: Adam Hann-Byrd؛ زادهٔ ۲۳ فوریهٔ ۱۹۸۲) هنرپیشه اهل ایالات متحده آمریکا است. وی از سال ۱۹۹۱ میلادی تاکنون مشغول فعالیت بوده‌است.
از فیلم‌هایی که وی در آن نقش داشته‌است می‌توان به جومانجی، شیاطین، کوچک‌مردی به نام تیت، طوفان یخ اشاره کرد.